# Hydropeplus montanus
Hydropeplus montanus är en skalbaggsart som beskrevs av Omer-cooper 1965. Hydropeplus montanus ingår i släktet Hydropeplus och familjen dykare. Inga underarter finns listade i Catalogue of Life.